# Raggfjärden
Raggfjärden är en fjärd i Finland. Den ligger i landskapet Egentliga Finland, i den sydvästra delen av landet, 160 km väster om huvudstaden Helsingfors.
Raggfjärden avgränsas av Ernholm i nordväst, Lillandet i öster och söder samt Biskopsö i sydväst.